# منطقه فریدن

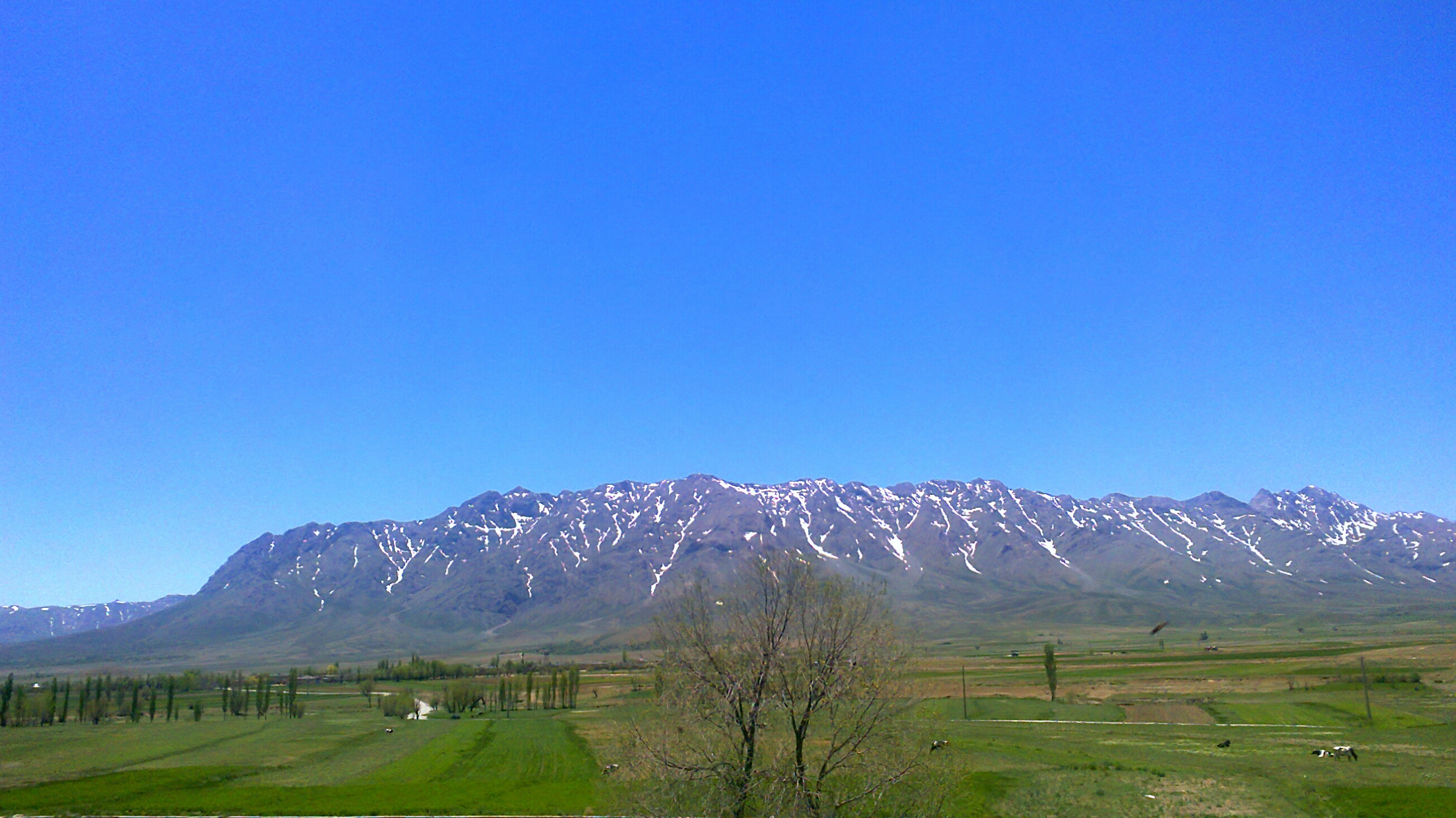

فَریدَنْ یا فِرِیْدَنْ منطقه‌ای در غرب استان اصفهان است.منطقهٔ فریدن شامل شهرستانهای: فریدن ، چادگان ، فریدون‌شهر ، بوئین و میاندشت می‌باشد سرزمین تاریخی فریدن تا حدود نود سال پیش بخشی از سرزمین بختیاری بود. که در زمان پهلوی اول در تقسیمات کشوری جدید به همراه چهارمحال و بختیاری به عنوان شهرستان فریدن-شهرکرد به استان اصفهان افزوده شد.

## پیشینه تقسیمات کشوری
سابقا منطقه فریدن جزئی از قلمرو حکومت اتابکان لر به حساب می آمد و پس از فروپاشی اتابکان به طور گسترده توسط خوانین کوچک و بزرگ بختیاری اداره می شد. ایرانیکا تا حوالی شهر داران را سرحدات شمالی سرزمین بختیاری ذکر می کند.دهات فریدن در زمان حکومت محمد تقی خان ایلخانی خریده شد و وی عشایر بختیاری فریدن را به یکجا نشینی تشویق می کرد.در سال ۱۳۰۵ منطقه چهارمحال  و منطقه فریدن به نام شهرستان شهرکرد و فریدن به استان اصفهان الحاق گردید. در سال ۱۳۱۶ فریدن به عنوان شهرستانی جدید از شهرستان شهرکرد جدا شد و در سال ۱۳۵۸ این منطقه به دو شهرستان فریدن و فریدونشهر تقسیم شد. در سال ۱۳۸۳ بخش چادگان به شهرستان چادگان ارتقا یاقت وسپس در سال ۱۳۹۲ بخش بوئین و میاندشت به شهرستان تبدیل و از شهرستان فریدن جداشد.

## موقعیت
منطقه فریدن از شمال به شهرستان خوانسار، از جنوب به استان چهارمحال و بختیاری، از شرق به شهرستان تیران و کرون و از غرب به استان مرکزی و لرستان محدود می‌شود.

## وجه تسمیه
منطقه‌ای که اکنون فریدن نامیده می‌شود در طول تاریخ بخشی از منطقه‌ای بزرگتر به نام ماد پارتاکنابوده‌است و یکی از آبادترین نقاط مرکزی ایران محسوب می‌شده‌است. در نقشه ایران باستان (دورهٔ هخامنشیان) نیز منطقه فریدن به عنوان بخشی از پرتیکان یا پارتاکن به چشم می‌خورد. و یکی از مراکز مهم اقتصادی و ارتباطی ایران باستان بوده‌است. هرودوت می‌گوید: «مادها به شش قبیله تقسیم می‌شدند: بوسیان، پاراتاکنیان، استروخانیان، آریزانتیان، بودیان و مغ‌ها؛ قبل از آن که مادها به قدرت برسند و بر اریکهٔ قدرت بنشینند، در مقابل دولت آشور اتحادیه‌ای از قبایل را تشکیل داده بودند. این اتحادیه از شش قبیله تشکیل می‌شد که یکی از آن‌ها قبیلهٔ «پارتاکن» بودند که در ناحیه اصفهانکنونی زندگی می‌کردند. دیاکونوف نام این قبیله را نامی ایرانی می‌داند.
همچنین برخی نام فریدن را به فریدون نسبت می‌دهند.

## جغرافیا

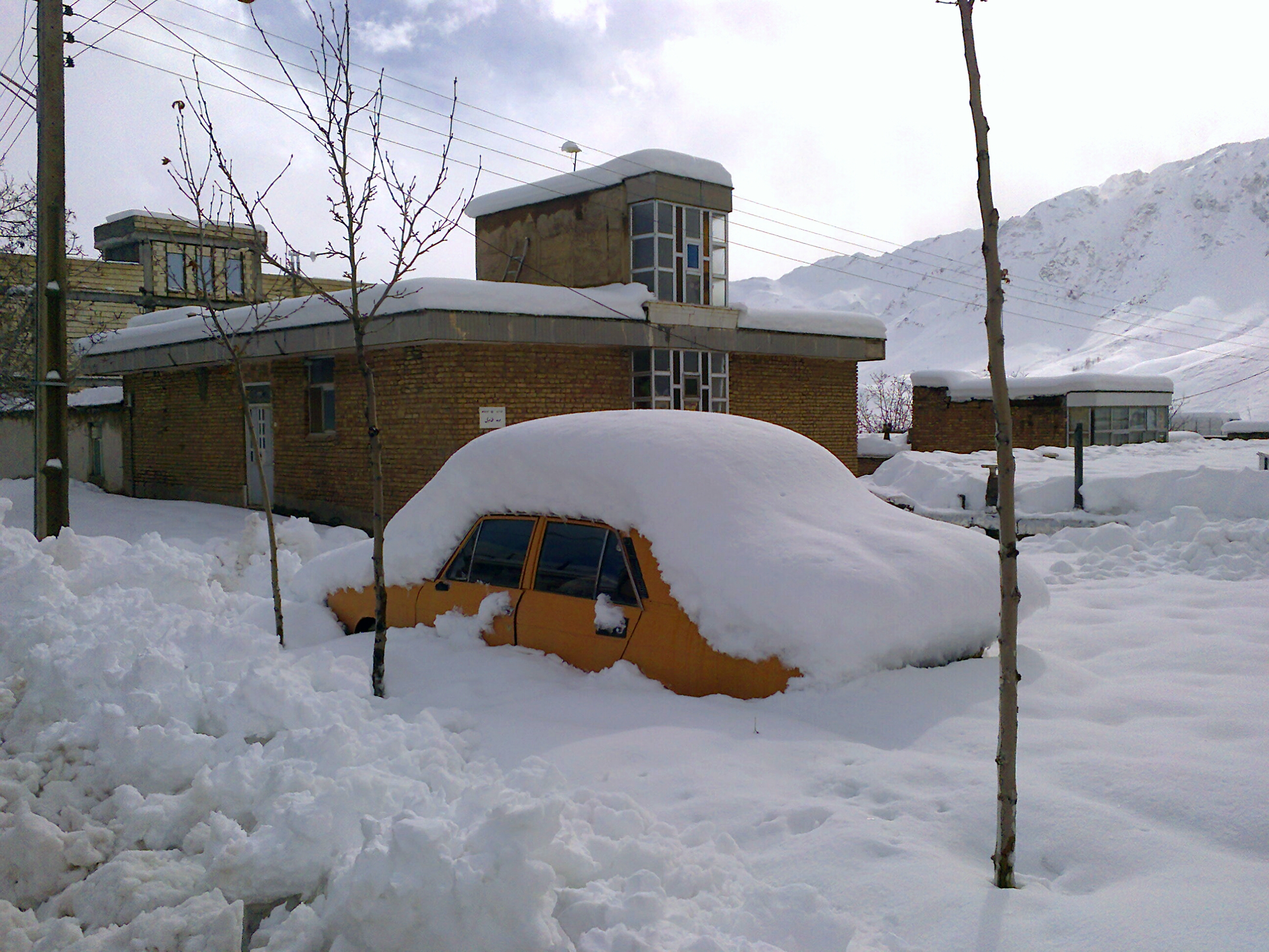
برف پاییزی در شهر فریدون‌شهر

منطقه فریدن در سلسله جبال  زاگرس مرکزی و در منطقه بختیاری واقع شده است.

### اقلیم
از ویژگی‌های بارز اقلیم منطقه فریدن این است که هوای آن در زمستان بسیار سرد و پربرف و در تابستان خنک و مطبوع است.
منطقه فریدن تامین کننده زاینده رود اصفهان است همچنین مراتع و شکارگاه‌هایی وجود دارد که حیوانات وحشی در کوه‌های آن یافت می‌شود.

### زمین‌شناسی
در شهرستان فریدن آهک‌های خاکزی نازک لایه که اندکی بلورین شده‌اند به‌طور دگرشیب بر روی دگرگونی‌ها قرار گرفته‌اند. لایه‌هایی از شیل ماسه‌ای و میکرو کنگلومرای خاکستری یا سبزرنگ تیره در بین آن‌ها دیده می‌شود. در شمال داران ضخامت کنگلومرای قاعده پرمین به ۳۵۰ تا ۴۰۰ متر می‌رسد. در واقع بستر پی سنگ آهک‌های پرمین از شرق به طرف باختر به تدریج زیاد شده به‌طوری‌که از چند متر در شمال به چند صد متر در شمال غربی داران بالغ می‌گردد.

## تاریخچه
به هنگام مهاجرت اقوام آریایی به ایران گروهی از اقوام ماد به نام پارتاکنی‌ها به این مناطق کوچ کرده و ساکن شدند و نام طایفه خود را به این سرزمین دادند.
منطقه فریدن در زمان هخامنشی و اشکانی و ساسانی جزو مناطق آباد ایران بود.

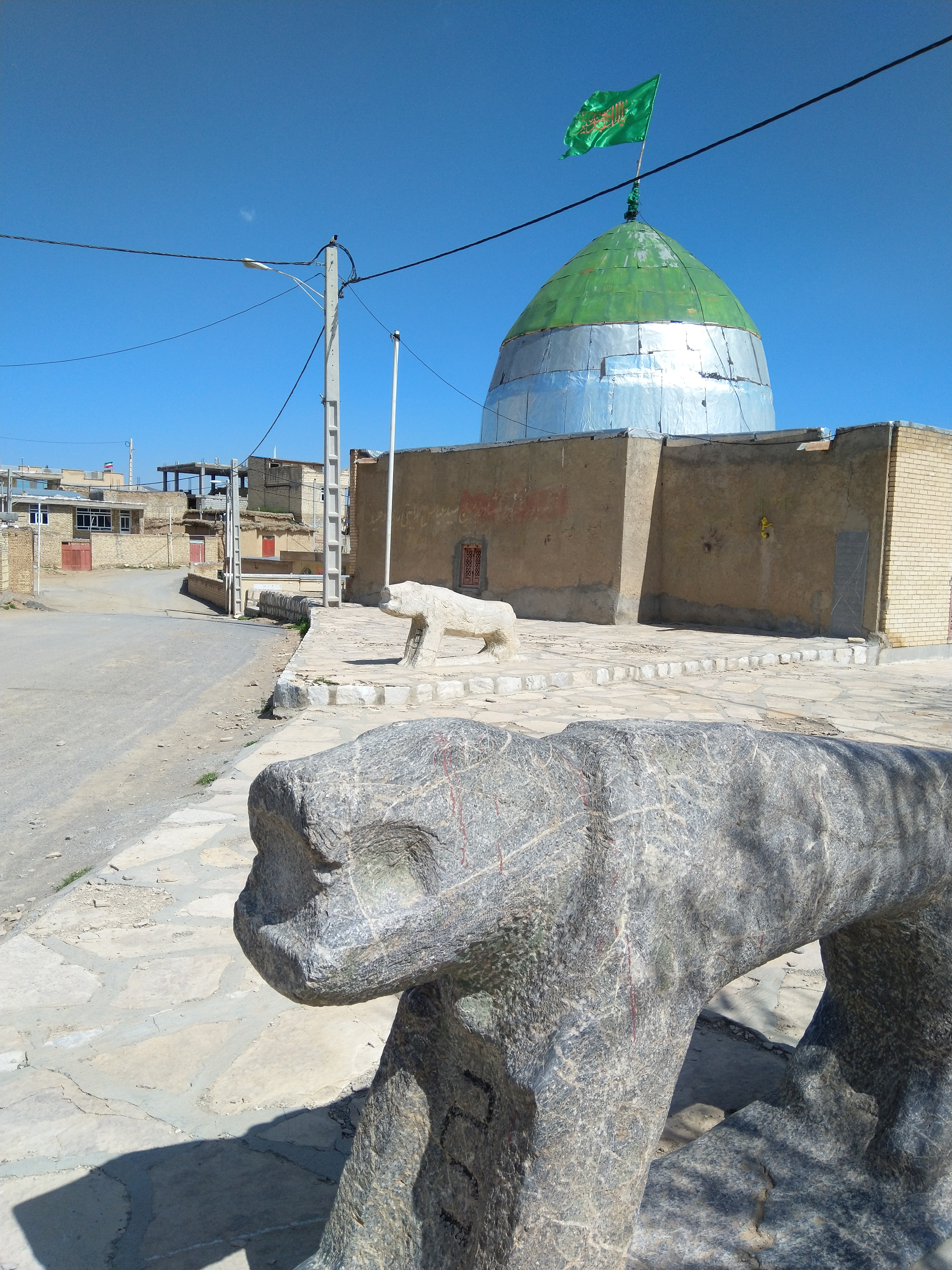
نمایی از محوطهٔ بیرونی مقبرهٔ منسوب به کاوه آهنگر در روستای مشهد کاوه

مقبره منسوب به کاوه آهنگر در روستای مشهدکاوه از توابع شهرستان چادگان در این منطقه قرار گرفته‌است.
همچنین مجسمه‌ای از او در میدان ورودی شهر داران مرکز شهرستان فریدن قرار دارد در حالی که درفش کاویانی؛ اولین پرچم ایران را در دستانش برافراشته است.
پس از فتح ایران توسط اعراب فریدن هم به تصرف آن‌ها درآمد و به هنگام تسلط خلفای راشدین، اموی، عباسی بر ایران فریدن هم جزوی از متصرفات آن‌ها بود.
درموقع حکمرانی سلسله‌های، زیاری، آل بویه، سلجوقی و خوارزمشاهی این منطقه جزو متصرفات این سلسله‌ها بود،
فریدن نیز به هنگام حملهٔ مغول‌ها به ایران غارت و ویران شد
در اواسط پادشاهی شاه تهماسب صفوی دوباره امنیت و آرامش به فریدن بازگشت. به هنگام پادشاهی شاه عباس ارمنی‌ها از ارمنستان، و گرجی‌ها از گرجستان به منطقه فریدن مستقر شدند. بعد از فتح اصفهان توسط محمود افغان در زمان پادشاهی شاه سلطان حسین، و دست اندازی افغان‌ها بر شهرهای مختلف ایران، فریدن هم مورد هجوم و غارت افغان‌ها قرار گرفت که البته این امر مقطعی بود و افغان‌ها در فریدن توسط گرجی‌ها در شهر فریدونشهر کنونی و بختیاری‌های چهارلنگ شکست‌هایی خورده، و عقب‌نشینی کردند. پس از عقب‌نشینی افغانی‌ها در مناطق مختلف منطقه اصفهان مورد هجوم و شبیخون بختیاری فریدن (چهارلنگ) تا روی کار آمدن نادرشاه قرار میگرفتند. و بعد از روکار آمدن نادرشاه افشار بختیاری‌ها چهارلنگ هم به سپاه نادرشاه پیوستند و در جنگ نادرشاه با عثمانی درغرب کشور و قفقاز، افغان‌ها در افغانستان و هندی و ازبکان و ترکمن‌ها حضور داشته و رشادت‌های فراوانی کردند، در اوایل حکومت نادرشاه افشار، علیمرادخان چهارلنگ بختیاری که از جمله لشکریان نادرشاه بود، پس رنجش از سرداری قزلباش از سپاه او جدا شد و به بختیاری بازگشت و شورش کرد و چندین بار سپاه نادرشاه را شکست داد تا اینکه نادر شاه خود شخصاً با سپاهی فراروان وارد نبرد با علیمراد خان چهارلنگ شد و او را شکست داد، منطقه فریدن هم در اثر این شورش دست‌خوش تغیرات و غارت و کشتار شد. وعده‌ای از بختیاری‌های فریدن به خراسان تبعید شدند
بعد از قتل نادرشاه افشار در خراسان، علی مردان خان چهارلنگ که از سرداران نامی و بزرگ سپاه نادرشاه بود، بختیاری‌هایی را که در خراسان تبعید بودند به بختیاری بازگرداند و پس مدتی توانست فریدن، خوانسار، گلپایگان، بختیاری و خوزستان را به تصرف درآورد و آماده تصرف اصفهان شد که در لشکرکشی بار نخست اش به اصفهان موفقیتی کسب نکرد و دوباره شروع به جمع‌آوری سپاه نمود و در همین جمع‌آوری سپاه کریم خان هم به او پیوست، علیمردان خان بعد از جمع‌آوری حدود ۲۰۰۰۰ سرباز به سمت اصفهان حرکت کرد، و در منطقه کهیز با با سپاه ۵۰ هزار نفری افشاریان روبرو شد که پس از مدتی بر آن‌ها غلبه پیدا کرد و لشکر افشاری شکست خورده رو به سمت اصفهان فرار کردند، و این شکست پایانی بر حکومت افشاریان بر ایران بود و منطقه تحت تسلط آن‌ها به خراسان محدود شد. پس از چندین روز محاصره اصفهان به تصرف بختیاری‌ها درآمد، و علیمردان خان ابوتراب نامی را که از شاهزادگان صفوی بود به عنوان شاه اسماعیل سوم بر تخت پادشاهی نشاند، و علیمردان خان نائب السلطنه شاه اسماعیل سوم و کریم خان سردار سپاه شد، علیمردان خان پس از ۴۰ روز کریم خان را به مناطق غرب کشور برای تصرف آن مناطق اعزام کرد؛ و خود با شاه اسماعیل سوم عازم فتح فارس شد، و در منطقه کامفیروز فارس صالح خان بیات را شکست داد و شیراز را متصرف شد پس از تصرف فارس ، علیمردان خان مناطق سواحل خلیج فارس و عمان و بحرین را هم به تصرف خود درآورد ولی کریم خان زند که در مناطق غرب کشور مشغول لشکرکشی بود به علیمردان خان خیانت کرده و به اصفهان حمله کرد و این کار باعث بروز نبردهایی بین علیمردان خان چهارلنگ بختیاری و کریم خان زند در کوهرنگ، کرمانشاه و نهاوند شد. در آخر در دربند ازنا در استان لرستان علیمردان خان توسط یکی از سرداران کریم خان در هنگام ورود به چادر آن سردار ترور شد و سلطنت کوتاه علیمردان خان بر ایران به پایان رسید مناطق گرجی و ارمنی‌نشین فریدن در همین حدود زمانی توسط سپاه زند مورد حمله و قتل و غارت قرار گرفت بعد از کشته شدن علیمردان خان فرزند او حیدرخان به مبارزه با حکومت زندیه پرداخت ولی در آخر تسلیم و در شیراز در دربار کریم خان زند تا زمان مرگ کریم خان گروگان بود و بعد مرگ کریم خان، حیدرخان از سرداران صادق خان زند شد
در زمان پادشاهی جعفرخان زند و کشمکش بین او و آغا محمد خان قاجار بر سر سلطنت ایران، آغامحمد خان قاجار بعد از تصرف اصفهان به مناطق بختیاری‌نشین حمله کرد و در ابتدا موفقیت‌هایی به دست آورد ولی به ظلم و ستم پرداخت که این باعث عصبانیت بختیاری‌ها شد و آنان به فرماندهی ابدال خان داماد علیمردان خان چهارلنگ (نایب السلطنه) در فریدن لشکر آغا محمد را شکست داده و سپاهیانش آغا محمد خان رو به تهران گریختند؛ ولی در نبرد دوم آغا محمد خان که فهمیده بود توانایی مقابله با لشکر بختیاری را ندارد با حیله و وعده اطرافیان ابدال خان را از او دور کرد و ابدال خان را بعد از نبردی پهلوانانه به قتل رساند
دراواخر پادشاهی فتحعلی شاه قاجار  محمد تقی خان بختیاری که از طایفه کیان ارثی  دست به شورش زد و مالیات اصفهان و فارس را به تصرف درآورد و پس از مدتی بهبهان، شوشتر، دزفول، و سرانجام کل استان خوزستان و استان کهگیلویه وبویر احمد و بندرهای دیلم وگناوه را در استان بوشهر و شمال استان فارس را به تصرف داورد. فتحعلی شاه که نگران شده بود با سپاهی بزرگ عازم اصفهان شد تا محمد تقی خان را سرکوب کنند ولی قبل نبرد با محمد تقی خان در اصفهان مرد. محمد تقی خان در زمان جانشین او محمد شاه چندین بار با حکومت قاجار در گیر شد که حکومت قاجار از این درگیری‌ها نتیجه‌ای نگرفت تا اینکه معتمد الدوله حاکم اصفهان زمینهٔ غارت فریدن که در تصرف محمدتقی خان بود را فراهم کرد و سپس معتمدالدوله که می‌دانست توان مقابله با محمدتقی خان ندارد با حیله و نیرنگ پسر و برادر را گروگان گرفت محمد تقی خان خود را تسلیم کرد تا فرزند و برادرش را نجات دهد و معتمد محمد تقی خان را دستگیر و روانه زندان کرد.
درزمان صدارت امیر کبیر علی میرزای فریدنی دست به آشوب و غارت زده بود که توسط چراغعلی خان زنگنه دستگیر و زندانی شد
در اوسط پادشاهی ناصر الدین شاه قاجار، حسینقلی خان بختیاری که به عنوان ایلخانی بختیاری رسیده بود بنای گسترش نفوذ خود را در فریدن گذاشت و می‌خواست زمین‌های بیشتری در فریدن به دست آورد که در اثر این کار او ارامنه را از خود رنجاند و آنان نیز به‌طور پنهانی به والی فارس شکایت کردند تا حسینقلی خان را برکنار کنند و همچنین ضل السطان هم که از عضمت و بزرگی و قدرت حسینقلی خان می‌ترسید و او را مانع خود حکومت خود بر نواحی تحت اختیار خود می‌دید به پادشاه قاجار شکایت کرد که حسینقلی خان دارای توان نظامی و سیاسی زیادی است اگر زود تر جلوی او را نگیریم حکومت قاجار را منقرض خواهد کرد و ناصرالدین شاه که دچار ترس و هراس شده بود دستور قتل حسین قلی خان را به ظل السطان پسر خود داد که او نیز حسینقلی خان را به اصفهان دعوت کرد و او را با زهر ناجوانمردانه به قتل رساند
در زمان انقلاب مشروطه خوانین بختیاری از فریدن و چهار محال وبختیاری به یاری مشروطیت پرداختند و به فرماندهی حاج علیقلی خان سردار اسعد ابتدا شهر اصفهان و سپس تهران را فتح کردنند و محمد علی شاه را از ایران به روسیه تبعید و پسرش احمد شاه را به پادشاهی رساندند
بعد از کودتای سال ۱۲۹۹ و به قدرت رسیدن رضا شاه، اوکه از قدرت ایلات و عشایر به ویژه بختیاری‌ها می‌ترسید به تضعیف و مبارزه پنهانی با بختیاری‌ها پرداخت که این کار باعث عصبانیت بختیاری‌ها و شورش آن‌ها به فرماندهی علیمردان خان بختیاری در سال ۱۳۰۸ شد و پس از مدتی نبرد شهرکرد و مناطقی از استان چهارمحال و بختیاری خوزستان اصفهان به تصرف بختیاری‌ها درآمد و چندین بار بختیاری‌ها نیروهای رضاشاه را شکست دادند، ولی بعد چند ماه مبارزه در فریدن و چهارمحال و بختیاری علیمردان خان به علت کمبود نیرو و تجهیزات و تفرقه افکنی بعضی از خوانین بختیاری و شکست بختیاری‌ها در نبرد سفید دشت، دراستان چهارمحال و بختیاری، علیمردان خان به سوی فریدن حرکت کرد؛ و بعد از چندین روز نبرد چریکی در منطقه موگویی‌ نشین درشهرستان فریدون‌شهر، علیمردان خان به سوی سردشت روانه شد؛ و در آنجا نیز به مبارزه چریکی خود ادامه داد. در منطقه سردشت دزفول در استان خوزستان بود که علیمردان خان با دریافت امان نامه، تصمیم به تسلیم شدن گرفت زیرا که دیگر نیرو کافی و تجهیزات، و امیدی به پیروزی نداشت تسلیم شد و روانه زندان شد و در سال۱۳۱۳ برخلاف امان نامه تیرباران شد.

## زبان و فرهنگ
از اقوام ساکن در منطقهٔ فریدن؛ بختیاری‌ها ،ارمنی‌ها، گُرجی‌ها، ترک‌‌ها، و فارسی زبانان هستند. بنا به تحقیقات میدانی دونالد استیلو در سال ۱۹۶۴ میلادی (۱۳۴۳ شمسی) در یازده روستای منطقه فریدن به زبان گرجی و در همین تعداد روستا به زبان ارمنی صحبت می‌شده، سابقه هر دوی این گروه‌ها به همراه ارامنه نو جلفا به زمان پادشاهی شاه عباس بازمی‌گردد. اما پس از تحولات گسترده در ایران در ۱۹۷۰ بیشتر ارامنه فریدن به‌طور دسته‌جمعی به شهرهای بزرگ مهاجرت کردند. بعضی از گرجی‌های ساکن منطقه نیز به همراه تعدادی از ارامنه به جمهوری‌های خود در شوروی رفتند. گرجی‌ها که مسلمان بودند، اکثراً ترجیح دادند که در منطقه بمانند به‌طوری‌که امروزه نیز در آن سکونت دارند. یک بررسی مقدماتی که در سال ۱۳۸۴ در منطقه فریدن انجام دادند، نشان داد که در این منطقه گویشوران گرجی فریدنی، لهجه‌های محلی ارمنی و ترکی قزلباش وجود دارند.

### گرجی‌ها

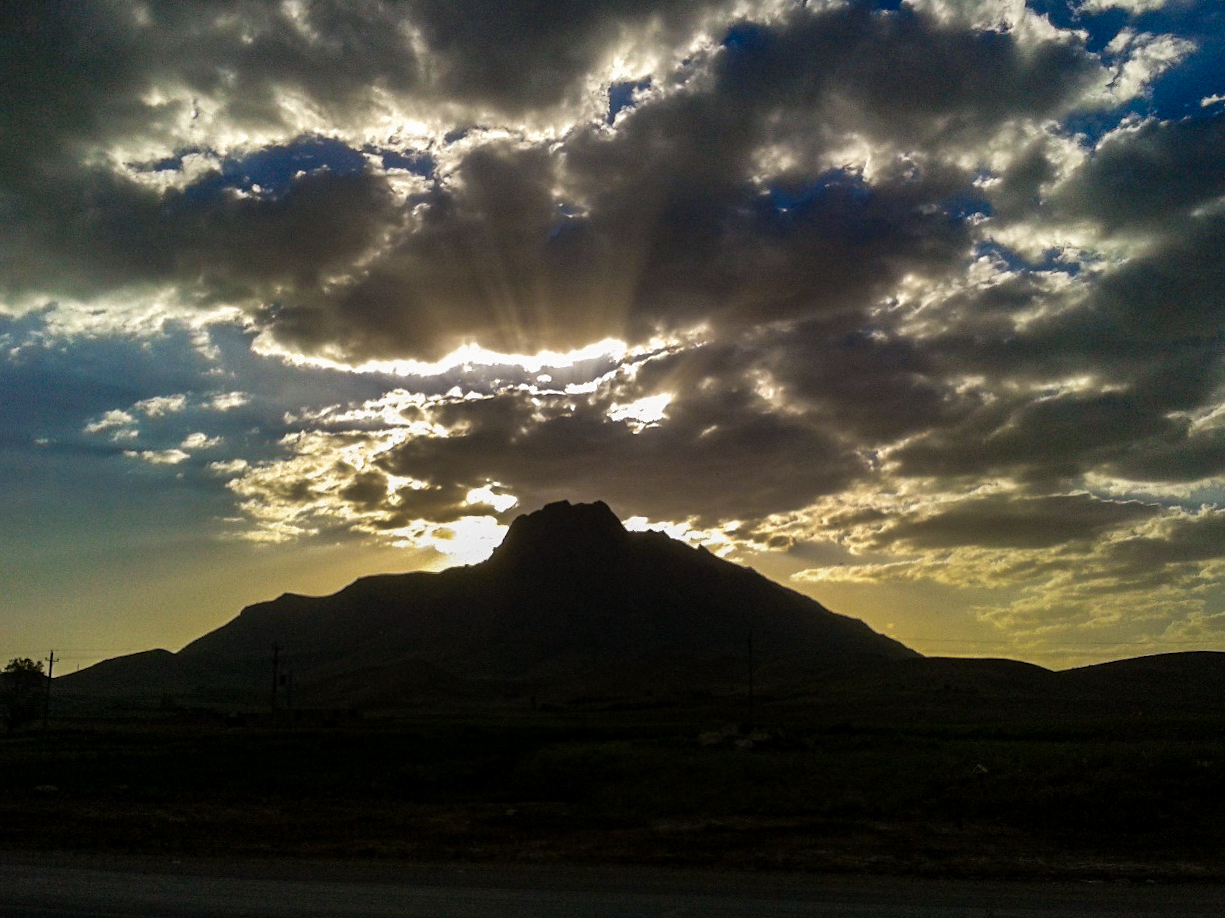
کوهی که مثل یک دیوار بین گرجی‌های فریدن قرار گرفته‌است (فریدون‌شهر، سیبک، چغیورت و نهضت آباد در جنوب و بوئین و میاندشت، افوس، داشکسن و آغچه در شمال)

گرجی‌ها که عمدتاً از منطقه کاختی گرجستان به ایران کوچانده شدند، ابتدا همگی در زمان شاه عباس در «عباس‌آباد» اصفهان و پس از مدتی عده ای از آنان در نجف آباد ساکن شدند. که به دستور شاه عباس عده‌ای از آنان که دارای خصال ستیزه‌جویی و جنگاوری بودند، جهت حفظ پایتخت (اصفهان) از حملات اقوام لر و کرد همچنین به دلیل آب و هوای مساعد و مزارع و شکارگاه‌های مناسب به فریدن مهاجرت کردند.
تمام گرجیانی که به فریدن رسیدند، ابتدا شهر افوس را بنیاد گذاردند و سپس عده‌ای از آن‌ها شهرهای «فریدون‌شهر (سوپلی)» و «میاندشت (تورلی)» را بنیان نهادند.
و همچنین عده‌ای دیگر از شهر افوس جهت حفظ دین مسیحیت در «داشکسن» -که یک روستای ارمنی‌نشین متعصب به دین مسیحیت بود- سکنی گزیدند، و نیز عده‌ای به دلایل نامعلوم آبادی‌های «آغچه» و «بوئین» را بنا کردند.
پس از حملهٔ کریم خان زند به گرجی‌های فریدون‌شهر، ساکنان آن به روستاهای «سیبک»، «چقیورت» و «نهضت‌آباد» مهاجرت کردند.
جمعیت گرجی‌های ایران حدود ۱۰۰٬۰۰۰ تن است.

### ارمنی‌های فریدن
از حدود بیست روستای بنیان‌گذاری شده توسط ارامنه در فریدن، فقط روستای زرنه در شهرستان بوئین و میاندشت ارمنی‌نشین باقی‌مانده و همچنین چند خانوار ارمنی نیز در روستای خویگان علیا زندگی می‌کنند که تنهای روستای ایران است که دارای سه کلیسا است.ارامنه در گذشته در روستاهایی مانند درختک، سینگرد و ... نیز ساکن بوده‌اند که امروزه عموماً از این روستاها مهاجرت کرده‌اند.

### ترک‌ ها
اکثر ترک های فریدن در زمان شاه‌عباس صفوی و تغیر پایتخت از قزوین به اصفهان به این ناحیه به سبب دفاع از پایتخت در صورت حمله احتمالی از غرب کوچانده شده اند و قبل از آن در آذربایجان بودند و از قزلباش ها و شاهسون ها بودند.
و تصور اشتباهی که رایج شده است این است که آنها قشقایی هستند اما آنها در تمامی منابع از ترک‌های آذربایجانی حساب شده و غالباً اینانلو، افشار و بیات هستند که این در نام های خانوادگی این مردم نیز کاملا مشهود است.
محل سکونت ترک‌های فریدن همانند یک خط موازی بوده و ضمن آغاز از بخش کرچمبو در شهرستان بوئین و میاندشت دارای جهت شمال غربی - جنوب شرقی می‌باشد. ترک‌های فریدن حدود ۷۵٪ از جمعیت شهرستان چادگان با جمعیت بالغ بر ۲۷،۰۰۰ نفر را در جنوب شرقی ناحیه فریدن تشکیل می‌دهند که در بخش مرکزی و اندکی در روستای فراموشجان بخش چنارود استقرار یافته‌اند.
ترک‌های فریدن همچنین در سه شهرستان دیگر فریدن، بوئین و میاندشت و فریدونشهر
 نیز سکونت دارند.

### بختیاری ها
فریدن جز مناطق ییلاقی ایل بختیاری است. بختیاری‌های فریدن بیش تر از شاخهٔ چهارلنگ. وطایفه‌های موگویی، محمود صالح و کیان ارثی هستندکه در مناطق پیشکوه وپشتکوه موگویی و دهستان های عشایر و چشمه لنگان و قعله سرخ فریدونشهر، بخش چنارود چادگان، و مناطقی از شهرستان فریدن وبوئین میاندشت ساکن هستند.
بختیاری‌های ساکن در شهرستان چادگان ساکن بخش چنارود هستند که با جمعیتی بالغ بر ۸،۵۴۲ نفر در سال ۱۳۸۵ حدود ۲۲٪ از جمعیت این شهرستان را تشکیل می‌دهند. بخش چنارود پیش از دوره پهلوی اول ییلاق ایل بختیاری بوده و در این دوره با اجرای سیاست یکجانشینی عشایر، بختیاری‌های چهارلنگ در این منطقه ساکن شدند. در دوره نادرشاه ۳ هزار خانواده چهارلنگ بختیاری از فریدن به خراسان کوچ داده شدند و بخشی از طوایف عرب خراسان به ناحیه فریدن کوچانده شدند. این طوایف در روستاهای دره بید، دامنه و آشجرد اسکان داده شدند.